# ホテルシップ
ホテルシップ（英語: Hotelship）とは、クルーズ客船を港湾に停泊させ、宿泊施設として活用するものをいう。

## 概要
大規模な見本市やスポーツイベント等で宿泊施設の不足が予想される場合に、一時的に宿泊施設を増設することができる。イベント終了後は通常のクルーズ客船に戻るため、ホテルの乱立による供給過多を防ぐことができるというメリットがあるほか、長期休暇が取りにくい利用者にとってはクルーズ船を体験する手軽な機会となる。

## 日本での活用例
1964年東京オリンピックの際に、横浜港に東洋郵船「おりえんたるくいん」など5隻と東京港に7隻の計12隻が着岸し、各船に乗船して日本へ入国した外国人客が来日時乗船した船に宿泊することでホテル不足を補った。
1988年には青函トンネル開通記念博覧会などに協賛して行われた青函連絡船の復活運行にて、函館港に「羊蹄丸」と青森港に「十和田丸」を夜間に停泊させホテルシップとし、普通客室のカーペット升席を用いた相部屋制によるマット・枕・毛布付きの1人料金「一般」と寝台室を用いたルームチャージ制による最大4名までの個室料金「寝台」の2種別で利用券「くつろぎカード」を販売し営業した。
1989年には横浜博覧会の一環として、横浜港にクイーン・エリザベス2が2ヶ月間停泊しホテル営業を行い、期間中約18万人が利用した。
1995年には、阪神・淡路大震災に際して「おりえんとびいなす」「新さくら丸」などのクルーズ船や「フェリーすずらん」などのフェリーを含む延べ20隻が神戸港・津名港・尼崎港にて避難者や救難・救護要員の宿泊用として停泊した。
高速マリン・トランスポートが所有する防衛省向けのチャーター船である「はくおう」は、災害時には被災者向けの宿泊施設として利用され、2020年の2月に発生したダイヤモンド・プリンセス内で発生した新型コロナウイルスの集団感染では対応する自衛官の宿泊施設として使用された。
2020年東京オリンピックに際しても首都圏内の港湾での活用が検討され、当時の各種国内法の適用に関する整理がされていないことや、約30年が経過し法規制自体に変化が生じていることから、旅館業法や入管法の改正や運用整理を進めた上で、横浜港での「サン・プリンセス」・東京港での「コスタ・ベネチア」・川崎港での「エクスプローラー・ドリーム」の停泊計画を誘致していたが、川崎港では給水等の港湾施設の整備費用負担についての協議が折り合わず見送られ、東京・横浜港についても新型コロナウイルスに伴う大会延期や外国客船の受入困難を背景に活用には至らなかった。